# 단촌역
단촌역(Danchon station, 丹村驛)은 경상북도 의성군 단촌면 하화리에 위치한 중앙선의 철도역이었다.
1940년에 영업을 개시한 중앙선 초기의 역으로, 중앙선 운산역이나 동해남부선 송정역과 역 건물의 양식이 거의 같다. PC침목을 화물로 취급했는데, PC침목 제작회사의 부도로 2007년 화물 취급이 중지되었다.
2008년 12월 1일에는 여객 취급이 중지되었으며, 2020년 11월 12일에 완전히 폐역됐다.

## 역명 유래
1600년대 붉은 돌이 많은 곳이라 단촌면(丹村面)으로 명명한데서 비롯되었다.

## 역사
- 1940년 3월 1일 : 보통역으로 영업 개시[1]
- 1992년 6월 10일 : 소화물 취급 중지[2]
- 1994년 1월 11일 : 화물 취급 중지[3]
- 1995년 4월 20일 : 승차권 발매 중지
- 1997년 6월 1일 : 배치간이역으로 격하[4]
- 2001년 7월 1일 : 보통역으로 승격 및 화물 취급 개시[5]
- 2007년 11월 1일 : 화물 취급 중지[6]
- 2008년 10월 1일 : 무배치간이역으로 격하
- 2008년 12월 1일 : 여객 취급 중지
- 2013년 11월 : 김용락 시인의 '단촌역' 시비 건립
- 2020년 9월 23일 : 무릉역 ~ 단촌역 단선 개통 (운행선 변경)
- 2020년 11월 12일 : 폐역[7]

## 사진

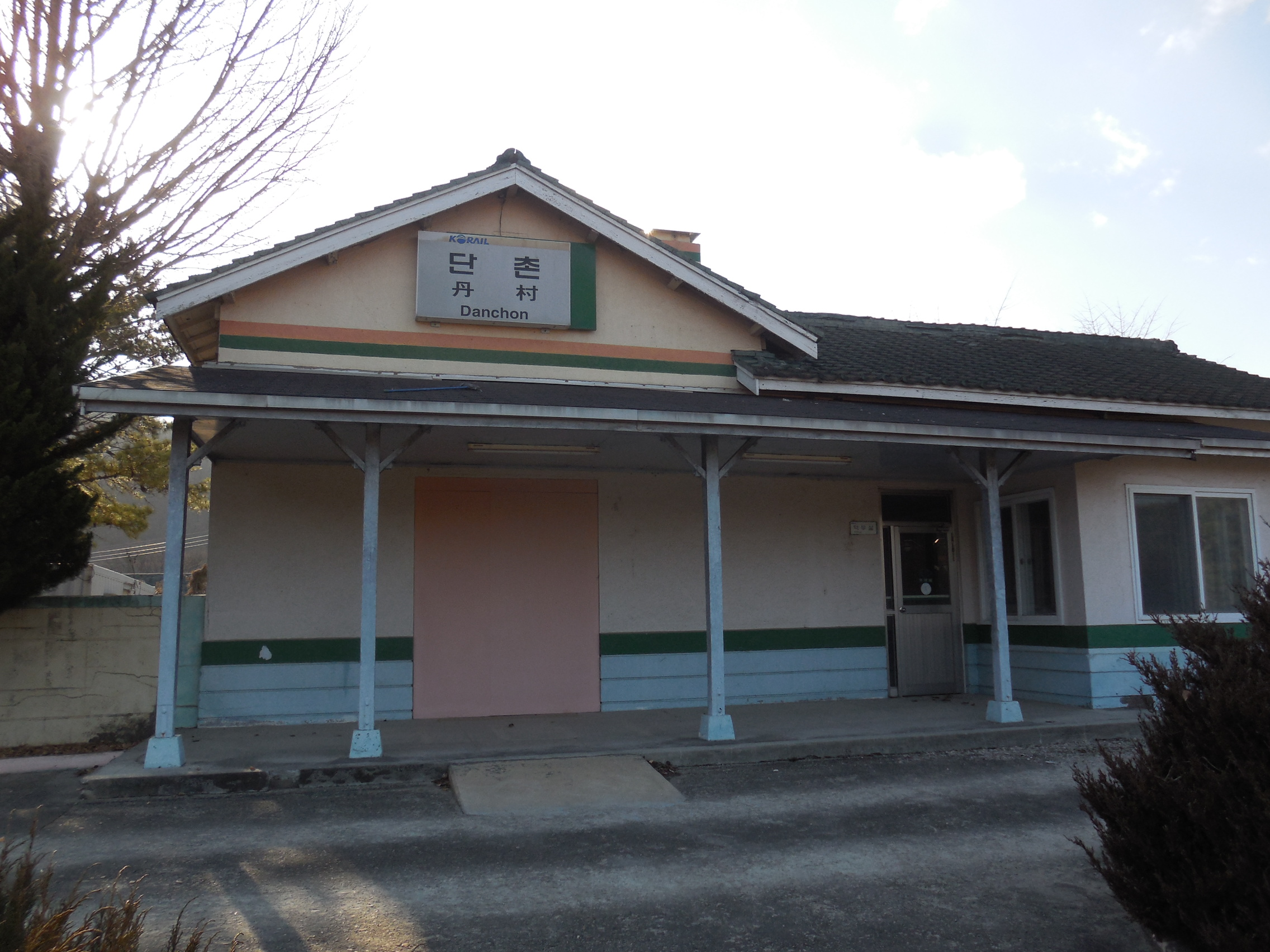
선로측 역사
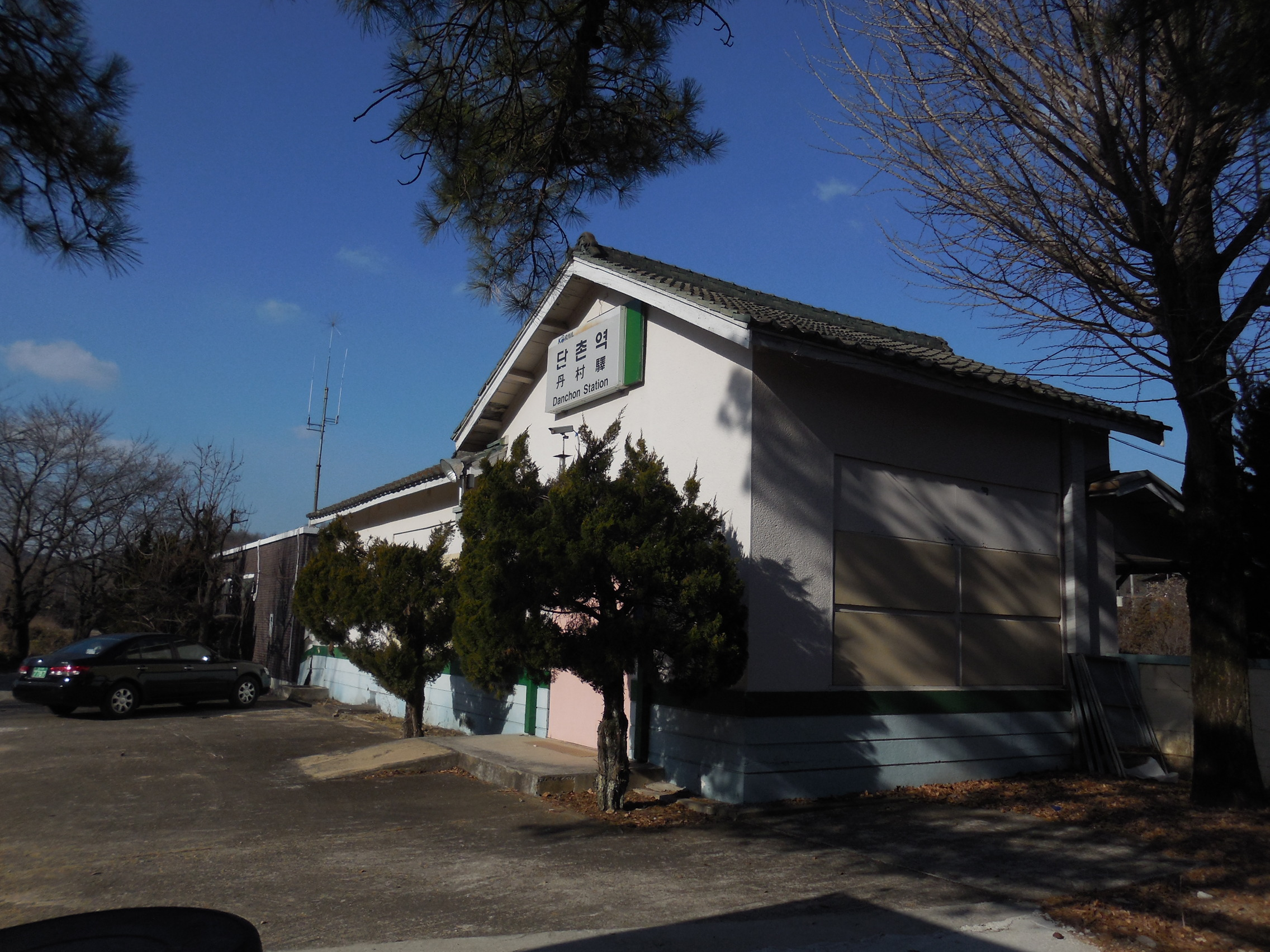
역사 (2017년)